# Refugio de vida silvestre Los Pantanos de Villa
El refugio de vida silvestre Los Pantanos de Villa (RVSPV) es un área natural protegida que se encuentra en el litoral del distrito de Chorrillos en la provincia de Lima, departamento de Lima en el Perú.
Estos humedales naturales son una reserva natural, que permite la anidación y el tránsito de aves migratorias y residentes. Es un sitio natural con abundancia en flora y fauna, perteneciente al Sistema Nacional de Áreas Naturales Protegidas del Estado - SINANPE, a cargo desde el 2008 del Servicio Nacional de Áreas Naturales Protegidas - SERNANP, organismo público descentralizado del Ministerio del Ambiente, parcialmente administrado por iniciativa propia por la Autoridad Municipal de los Pantanos de Villa - PROHVILLA, organismo de la Municipalidad Provincial de Lima.

## Historia
Históricamente, la zona donde se encuentran los Pantanos de Villa perteneció al señorío indígena de Sulco de la cultura Yschma entre los siglos IX y XVI. Durante la época incaica, alrededor del año 1500, el área era conocida como Armatambo y estaba vinculada al centro religioso de Pachacámac. Antiguamente, era una gran zona pantanosa y de lagunas, que a inicios del siglo XX, abarcó 1530 hectáreas, ubicada en los límites entre Chorrillos y Santiago de Surco (en ese entonces ejercía jurisdicción en el área del pantano). La vida silvestre era mayor y la zona de los humedales era amplía. Estaba complementada por las plantaciones de la hacienda Villa, el antiguo acueducto de la hacienda y las extensiones del río Surco. Posteriormente el distrito de Chorrillos modificó sus límites y absorbió varias zonas del suroeste (Surco) y desde ese momento ejerce jurisdicción sobre los Pantanos de Villa. Con el paso del tiempo, los pantanos se fueron secando, inicialmente para la construcción de la antigua carretera Panamericana que rodeaba el pantano, pero posteriormente se tuvo que construir la actual avenida Prolongación Huaylas (luego llamada Defensores del Morro),  como parte de la carretera) en línea recta atravesando los pantanos, luego se comenzó a urbanizar varias zonas alrededor lo que generó que se drenaran varias lagunas y comenzaran las construcciones residenciales (como por ejemplo de la urbanización La Encantada de Villa) y desde la década de los 60s, se iniciaban las primeras invasiones al este chorrillano (Urb. las Delicias, Túpac Amaru, Mateo Pumacahua, Brisas de Villa, etc) que redujeron el área pantanosa, hasta que para inicios de 1970, sólo quedaban casi 400 hectáreas de las más de 1000 que eran unos 30 años atrás; y que años más tarde disminuyó más que para inicios del siglo XXI, solo abarcaba 263,27 hectáreas. 
Inicialmente, desde 1977, el Ministerio de Vivienda y Construcción, y luego la Municipalidad de Lima, a través del Servicio de Parques (SERPAR), administró y protegió el área.
En 1989, el Ministerio de Agricultura (Dirección General Forestal y de Caza) declaró la zona como reserva de vida silvestre. En 1993, la Municipalidad de Lima establece el Parque Natural Metropolitano de Villa; creando en 1994, una oficina especial para la reserva de vida silvestre con miembros del Ejército, el Ministerio de Agricultura y miembros de los municipios de Lima y Chorrillos.
El 20 de enero de 1997 fue designada sitio Ramsar.
El 4 de septiembre de 1998, bajo el gobierno edil de Alberto Andrade, la MML promulgó la Ordenanza 184 para fortalecer la protección de la reserva y administrarla a través de un órgano de gobierno especial denominada la Autoridad Municipal de los Pantanos de Villa. Esta ordenanza está actualmente derogada, aunque la Autoridad aún opera la reserva.
En 2001, el área fue declarada zona reservada; y en 2006, alcanza finalmente la actual categoría de refugio de vida silvestre, siendo cuidado desde ese momento por el Instituto Nacional de Recursos Naturales (actual SERNANP).

## Características
- Ubicación: Se sitúa al sur de Lima y forma parte del distrito de Chorrillos de la provincia de Lima.
- Tamaño:  Se extiende desde los 0 hasta los 5 m sobre el nivel del mar. El área total ocupado por los Pantanos de Villa abarca aproximadamente unas 2000 hectáreas; de los cuales 285 hectáreas pertenecen a los humedales, es decir permanecen inundados. 263,27 ha sido categorizado por Decreto Supremo 055-2006-AG, como Refugio de Vida Silvestre Pantanos de Villa y 276 hectáreas corresponden al ANPM.
- Accesibilidad: Para acceder a Los Pantanos de Villa se toma la Avenida Defensores del Morro (Ex Avenida Huaylas, y Antigua Panamericana Sur), vía principal que atraviesa el mencionado pantano, seccionándolo en dos partes más o menos iguales, por medio de transportes masivos. También se puede usar la carretera Panamericana Sur, se recomienda subir por el puente Huaylas (Intercambio Vial de Villa).
- Altitud: Los Pantanos se encuentran a una altitud promedio de 0 a 15 metros sobre el nivel del mar.
- Límites: Hacia el norte se encuentran 100 asentamientos humanos, hacia el este, el distrito de Villa El Salvador, hacia el sur la zona industrializada, actualmente ocupada por fábricas, además de la sede de la UCSUR, y hacia el oeste se encuentra el mar y el Country Club de Villa.

## Conexión
Su conexión se da a través de los medios de transportes que transitan por la carretera Panamericana Sur, y desde Miraflores, Santiago de Surco o Chorrillos por la avenida Defensores del morro (ex. avenida Huaylas). La emisora de radio RPP tiene una antena transmisora instalada en el Puente Huaylas (Intercambio Vial de Villa). 

### Actividad
El pantano tiene una actividad de defensa natural; puesto que el hombre ha ido construyendo viviendas, secando el agua del pantano con relleno, pero el pantano ha vuelto a cubrir, en muchos casos ha enterrado a viviendas. Por otra parte, la agresiva actividad del hombre por ganar terreno para construir viviendas y fábricas.

### Símiles nacionales
No es el único de la categoría, otros similares son Las Salinas de Huacho, Laguna de Mejía, Laguna de La Chira, Albufera de Medio Mundo, etc. Estos humedales similares a los pantanos, ocupan la misma categoría sistémica. Al comparar con algunos de estos podemos observar que la flora y fauna son similares, con ligeras variaciones conectoras.

## El pantano de Villa como un ecosistema
Luego de aplicar los principios geográficos de manera muy sucinta se describen algunas formas de relaciones que se dan entre sistemas y subsistemas. Para facilitar el trabajo se clasifican a todos los elementos presentes en el pantano, en dos grandes sistemas; sistema biótico, el sistema abiótico y como un tercer elemento la interacción del hombre.
- El sistema abiótico, en este caso está formado por el agua, con todos sus elementos. El suelo que sirve de soporte para este humedal; el cual está formado por arcilla, sales, arena, rocas sedimentarias y canto rodado. La atmósfera, los rayos solares y los fenómenos climáticos que tienen lugar en la zona. Su clima puede ser variado.

- El sistema biótico, Una diversidad de flora y fauna. La flora característica del lugar está formada básicamente por: totoras, junco , corta corta y algunas gramíneas como la grama salada, que predomina por su adaptabilidad a los suelos salados. La fauna característica del lugar lo constituyen más de 210 especies de aves (polluelos de agua, patos zambullidores, águilas, pelícanos, etc.); de las cuales 30 especies son migratorias, (gaviotas, garzas blancas, parihuanas, etc.) que periódicamente migran desde Alaska, la región andinas y de otros lugares. Una diversidad de insectos como: las mariposas, las mariquitas, etc. Algunos reptiles, roedores. Peces como la tilapia entre algunos otros.

Dentro del pantano hay múltiples relaciones e interrelaciones en constante actividad que se dan entre los elementos bióticos y abióticos. Pero, existen otras relaciones que se dan dentro del mismo sistema, inclusive hay relaciones que se dan dentro de los distintos subsistemas como lo veremos luego. 
Las plantas, aves, insectos y demás especies vivientes aprovechan el aire que proporciona la atmósfera. La relación flora y fauna también se da de múltiples maneras; los colibríes y los insectos actúan como medios de polinización del junco, la totora, etc.; algunas especies animales se alimentan de algunas plantas del lugar, además hay relaciones múltiples dentro de la misma flora y fauna, esto es más evidente en la fauna, como es el caso de los depredadores, carnívoros, etc.; (el águila se alimenta de tilapias)
El suelo provee arcilla, minerales, sales; elementos necesarios para el desarrollo de la flora. Además de ello los suelos sirven de soporte del pantano y las plantas.
El agua crea las condiciones necesarias para la vida. Actúa como ente reguladora del clima reteniendo el calor y de esta manera mantiene una adecuada temperatura. Sirve como medio de desplazamiento para las aves y los peces. Transporta sedimentos que son buenos para el crecimiento de las plantas. 
Por otro lado, está la actividad del hombre con la intención de disecar el pantano con la finalidad de aprovechar los suelos, ya sea construyendo viviendas, fábricas o clubes. A través de bombas extrae el agua y las canaliza, de esta manera trata de mantener el nivel de agua de la zona. El problema radica en que toda esta actividad humana se da de manera improvisada, pues, se rellena los pantanos con desmontes, basuras, lo cual atenta de manera más agresiva contra la flora y fauna.
El Estado participa en su cuidado y protección, siendo el SERNANP el Ente Rector y autoridad nacional de las áreas naturales protegidas el encargado de su gestión, monitoreo y control. Además participan diversos organismos locales (Municipalidad de Santiago de Surco y Municipalidad de Lima), entre otros. Pero es paradójico, ya que Los Pantanos de Villa se encuentran en un abandono casi total. Cuando se les pide explicaciones, de la situación de este pantano, a las autoridades de estas instituciones se derivan las funciones entre ellas. Pues hay que esperar que de buena gana, estas instituciones, o más bien quienes las representen, se pongan de acuerdo y pongan fin al abandono y descuido del pantano. El recientemente creado SERNANP está realizando una serie de coordinaciones y acciones orientadas a mejorar la gestión del área, con la activa participación de las autoridades locales, organismos privados académicos y empresariales y la población en general.

## Flora y fauna
Dentro de las aves registradas se encuentra el  Pelecanoides garnotii, Pelecanus thagus, el guanay (Phalacrocorax bouganvilli), Sula variegata, el zambullidor blanquillo (Podiceps occidentalis) y Fulica gigantea. Otras especies de aves importantes son:  Actitis macularía, Anas platyrhynchus, Calidris mauri, Falco peregrinus,  Pluvialis squatarola y Egretta tricolor.
Con respecto a los anfibios registrados se encuentra Rhinella marina  y Hyloxalus littoralis. También, se reportó siete especies de reptiles: Stenocercus modestus, Pseudalsophis elegans , Microlophus thoracicus , Microlophus peruvianus, Phyllodactylus microphyllus , Mastigodryas heathii y Epictia tesselata.
La flora está representada por 67 especies de plantas y por asociaciones características vegetales, tales como el gramadal en suelos arenosos, cuya especie predominante es la grama salada (Distichlis spicata); el totoral en áreas inundadas y bordes de los espejos de agua, donde predomina la Typha dominguensis; la zona arbustiva, que se caracteriza por la apariencia de un matorral denso y suelos saturados.

## Problemáticas ambientales
El Refugio de Vida Silvestre Pantanos de Villa se ha visto afectado en numerosas ocasiones debido a las diferentes acciones irresponsables de entidades y actores civiles, con el arrojo de desmonte, basura y la quema de cables, afectando así el aire, el agua, la flora y la fauna de su ecosistema.
En septiembre de 2022, un grupo de vecinos del distrito de Chorrillos denunció otro caso ante las autoridades, lo que llevó a que la Autoridad Nacional del Agua (ANA), bajo la Administración Local del Agua Chillón Rímac Lurín, desarrollaran una inspección en el área afectada.

## Importancia de El Pantano de Villa
- Importancia económica, Algunos pobladores aprovechan la totora que crece en los pantanos para elaborar canastos, bolsos y algunos otros artículos decorativos. Es una pequeña fuente de turismo; ya que recibe la visita de algunos turistas y estudiantes.
- Importancia didáctica, Los Pantanos de Villa sirven como una pequeña fuente de investigación para estudiantes de los distintos centros educativos y universidades de Lima.
- Importancia ecológica, Conserva una biodiversidad de especies. Es un hábitat natural que muy bien puede servir a generaciones para que puedan ver de cerca un ecosistema. También actúa como un pulmón de la agitada ciudad, purificando su aire.